# 임개 (주나라)
임개(林開), 또는 희개(姬開)는 주평왕의 서자이다. 호는 자림(子林)이다.

## 개요
주평왕의 첩의 아들이 희개(姬開)이다. 자는 자림(子林)이다. 개(開)는 초명에 해당하고 자는 성인이 된 다음에 붙는 이름이다. 춘추전국시대 주나라, 정나라, 위나라는 상나라를 모방하여 이름에 자(子)을 붙였다. 정나라의 일부 공족은 자(子)을 성처럼 사용하기도 하였다. 전국시대 자(子)는 왕족, 또는 신분을 높은 사람을 나타내어 위대한 사상가의 명칭에도 붙었다.
자림(子林)이 자손들이 그의 이름을 가지고 성으로 삼았으므로, 주나라 임(林)씨의 시조이다. 일반적으로 희개 보다는 임개(林開)라고 부른다.

## 가계
- 동주 평왕, 희의구(姬宜臼), 부
- 동주 환왕, 희림, 조카